# Кислов, Афанасий Григорьевич
Афанасий Григорьевич Кислов (март 1880, Тараскино, Себежский уезд, Псковская губерния — 23 августа 1937, Калинин) — протоиерей, священномученик.

## Биография
Родился в марте 1880 года в деревне Тараскино Себежского уезда Псковской губернии в многодетной русской крестьянской семье. После смерти родителей воспитывался с сёстрами в семье приходского священника протоиерея Иосифа Никановича.
После учёбы на псаломщика (1908—1910) был назначен псаломщиком к Успенской церкви с. Яслуйжи (Айзкалне) Прейлисского уезда Витебской губернии. В 1910 году Преосвященный Серафим (Мещеряков), епископ Полоцкий и Витебский, рукоположил Афанасия в сан диакона. Служил диаконом в церкви большого прихода с. Сиротино Витебской губернии. С 1918 года он диаконствует в церкви во имя Вознесения Господня с. Хвощно Витебской области.
В 1924 году был рукоположен во священника и назначен настоятелем церкви с. Рудня Межанского района Витебской епархии. В 1930 году семья Кисловых переехала в Себежский район Псковского округа. Афанасий Григорьевич зарегистрировался священником Никольской церкви с. Прихабы Себежского района.
13 августа 1937 года о. Афанасий был арестован. Особая тройка при УНКВД СССР по Калининской области обвинила Кислова Афанасия Григорьевича в том, что он «систематически вел контрреволюционную агитацию против соввласти и колхозного строительства, распространял провокационные слухи о войне и гибели соввласти», и постановила приговорить его по ст. 58-10 УК РСФСР к высшей мере наказания — расстрелу. 23 августа 1937 года о. Афанасия Кислова расстреляли в застенках внутренней тюрьмы НКВД г. Твери. Сведений о месте его захоронения не имеется.
Протопресвитер Афанасий Кислов причислен Русской Православной Церковью к лику святых новомучеников и исповедников Российских.